# Thai VietJet Air
Thai Vietjet Air, tên doanh nghiệp là Thai Vietjet Air JSC Limited, cũng được biết đến với các thương hiệu Thai Vietjet hay Vietjet Air Thái Lan, là một hãng hàng không giá rẻ có trụ sở tại Thái Lan và là công ty thành viên của hãng hàng không Vietjet Air của Việt Nam. Hãng thực hiện chuyến bay thương mại vận chuyển hành khách đầu tiên vào tháng 11 năm 2014 từ Sân bay quốc tế Suvarnabhumi ở Băng Cốc đến Sân bay quốc tế Đà Nẵng ở Việt Nam
Hãng bắt đầu khai thác các chuyến bay thường lệ trên nội địa Thái Lan từ tháng 09, 2016 đến và đi từ Sân bay quốc tế Suvarnabhumi.
Năm 2020, hãng chiếm 17,3% đứng thứ hai về thị phần ở Thái Lan (sau Thai AirAsia) và vận chuyển 2,4 triệu lượt khách.

## Điểm đến

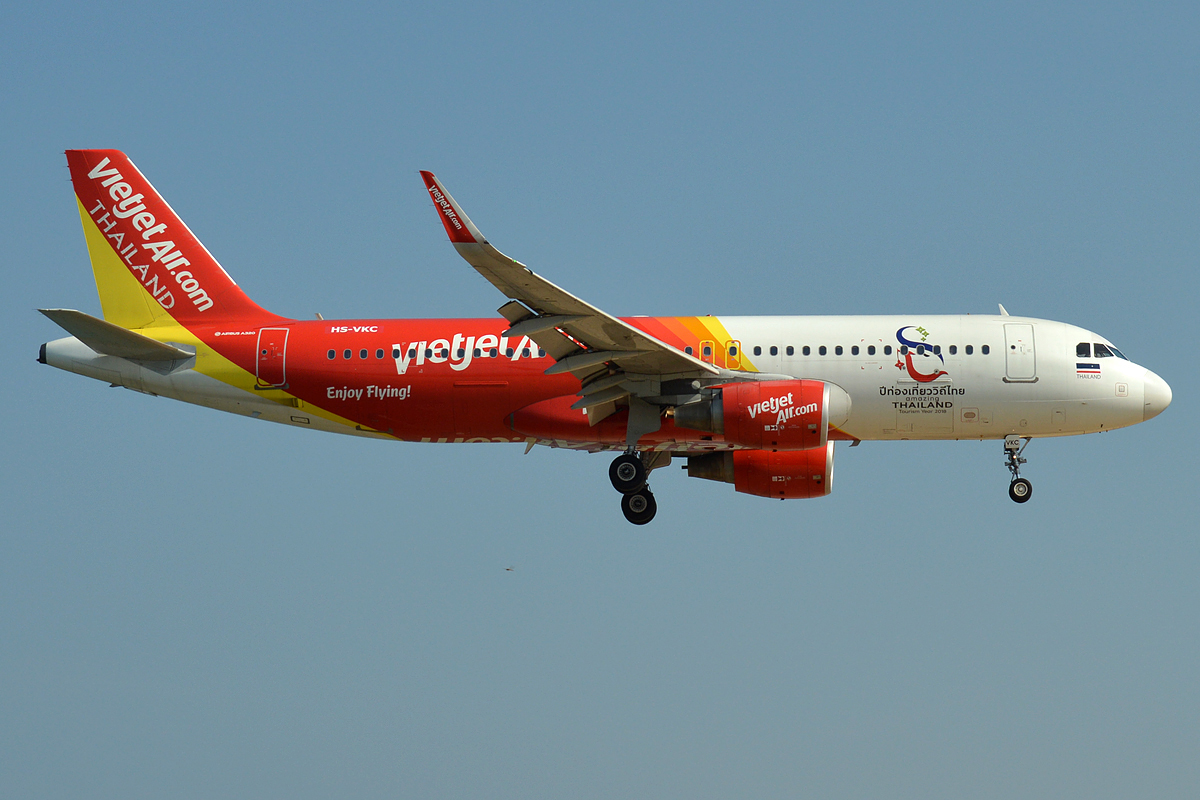
Airbus A320-214 Amazing Thailand Tourism Year 2018

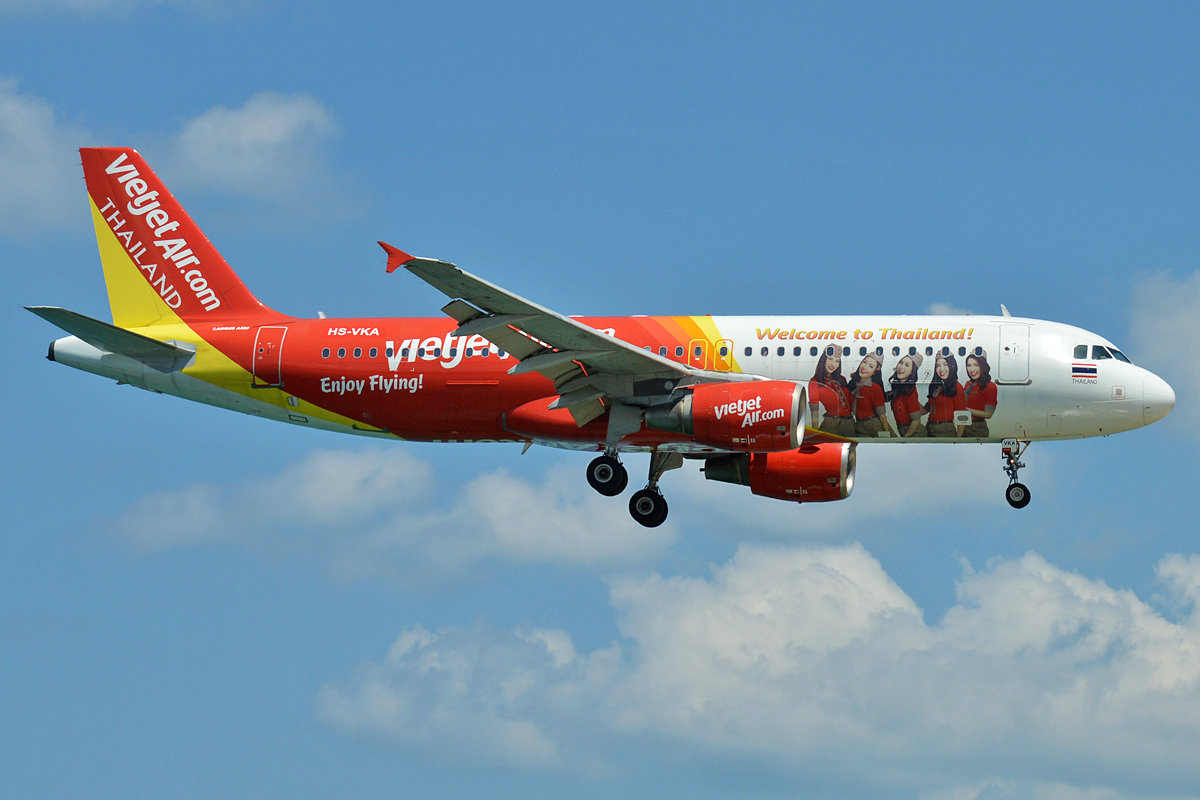
Airbus A320-214 Welcome to Thailand!

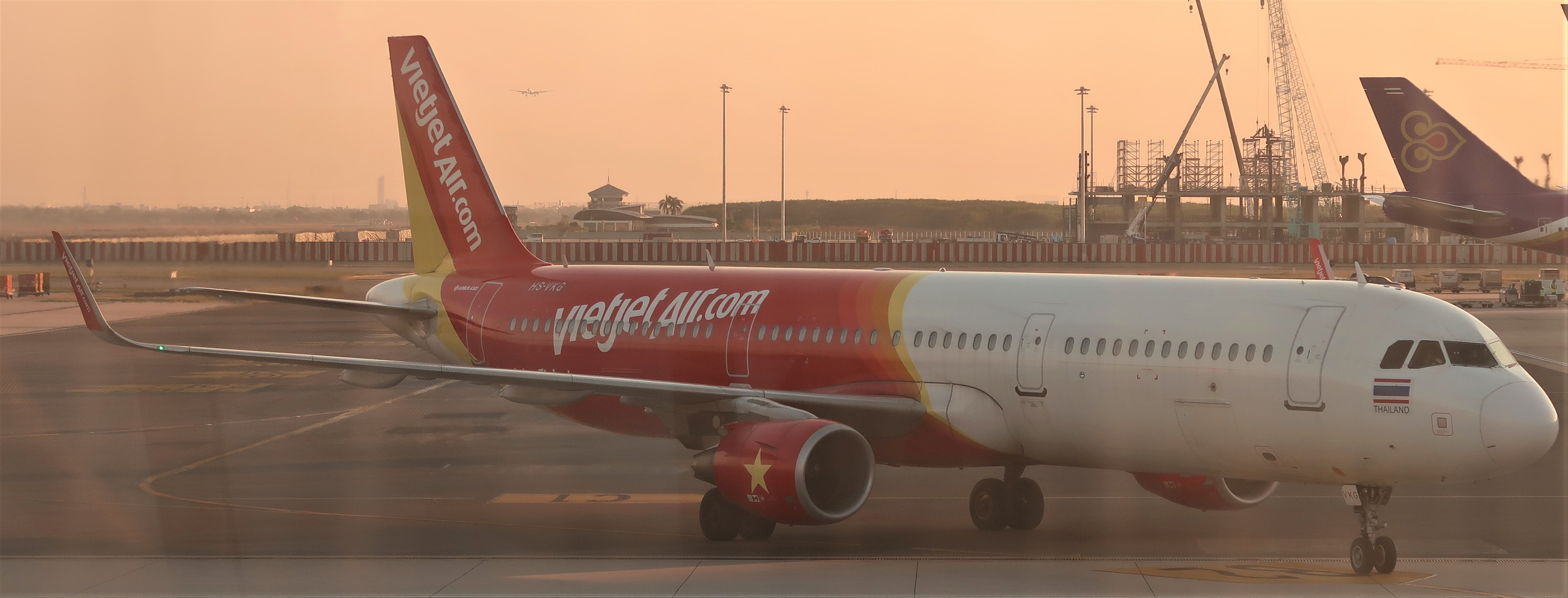
Airbus A321-211 HS-VKG

|  | Sân bay căn cứ (Hub)                                   |
|  | Điểm đến theo mùa (Seasonal)                           |
|  | Điểm đến trong tương lai (Future)                      |
|  | Điểm đến quan trọng (Focus City)                       |
|  | Điểm đến chỉ có trong chuyến bay thuê chuyến (Charter) |

### Tuyến bay quốc nội
| Thành phố           | Tỉnh/Thành          | Mã IATA | Mã ICAO | Sân bay                      | Khởi hành từ                                                                                            |
| ------------------- | ------------------- | ------- | ------- | ---------------------------- | --- |
| Bangkok             | Bangkok             | BKK     | VTBS    | Sân bay quốc tế Suvarnabhumi | Chiang Mai, Chiang Rai, Hat Yai, Nakhon Si Thammarat, Phuket, Surat Thani, Ubon Ratchathani, Udon Thani |
| Chiang Mai          | Chiang Mai          | CNX     | VTCC    | Sân bay quốc tế Chiang Mai   | Bangkok (Suvarnabhumi), Nakhon Si Thammarat, Phuket                                                     |
| Chiang Rai          | Chiang Rai          | CEI     | VTCT    | Sân bay quốc tế Chiang Rai   | (Suvarnabhumi), Hat Yai, Pattaya, Phuket                                                                |
| Hat Yai             | Songkhla            | HDY     | VTSS    | Sân bay quốc tế Hat Yai      | Bangkok (Suvarnabhumi), Chiang Rai                                                                      |
| Khon Kaen           | Khon Kaen           | KKC     | VTUK    | Sân bay Khon Kaen            | Bangkok (Suvarnabhumi)                                                                                  |
| Krabi               | Krabi               | KBV     | VTSG    | Sân bay Krabi                | Bangkok (Suvarnabhumi)                                                                                  |
| Nakhon Si Thammarat | Nakhon Si Thammarat | NST     | VTSF    | Nakhon Si Thammarat          | Bangkok (Suvarnabhumi)                                                                                  |
| Phuket              | Phuket              | HKT     | VTSP    | Sân bay quốc tế Phuket       | Bangkok (Suvarnabhumi), Chiang Mai, Chiang Rai                                                          |
| Phunphin            | Surat Thani         | URT     | VTSB    | Sân bay Surat Thani          | Bangkok (Suvarnabhumi)                                                                                  |
| Ubon Ratchathani    | Ubon Ratchathani    | UBP     | VTUU    | Sân bay Ubon Ratchathani     | Bangkok (Suvarnabhumi)                                                                                  |
| Udon Thani          | Udon Thani          | UTH     | VTUD    | Sân bay quốc tế Udon Thani   | Bangkok (Suvarnabhumi)                                                                                  |

### Tuyến bay quốc tế
| Thành phố             | Quốc gia   | Mã IATA | Mã ICAO | Sân bay                                  | Khởi hành từ                   |
| --------------------- | ---------- | ------- | ------- | ---------------------------------------- | ------------------------------ |
| Côn Minh              | Trung Quốc | KMG     | ZPPP    | Sân bay quốc tế Trường Thủy Côn Minh     | Bangkok (Suvarnabhumi)         |
| Đà Lạt                | Việt Nam   | DLI     | VVDL    | Sân bay Liên Khương                      | Bangkok (Suvarnabhumi)         |
| Đà Nẵng               | Việt Nam   | DAD     | VVDN    | Sân bay quốc tế Đà Nẵng                  | Bangkok (Suvarnabhumi)         |
| Đài Bắc               | Đài Loan   | TPE     | RCTP    | Sân bay quốc tế Đào Viên Đài Loan        | Bangkok (Suvarnabhumi), Osaka  |
| Fukuoka               | Nhật Bản   | FUK     | RJFF    | Sân bay Fukuoka                          | Bangkok (Suvarnabhumi)         |
| Gaya                  | Ấn Độ      | GAY     | VEGY    | Sân bay Gaya                             | Bangkok (Suvarnabhumi)         |
| Hà Nội                | Việt Nam   | HAN     | VVNB    | Sân bay quốc tế Nội Bài                  | Bangkok (Suvarnabhumi)         |
| Hải Khẩu              | Trung Quốc | HAK     | ZJHK    | Sân bay quốc tế Mỹ Lan Hải Khẩu          | Bangkok (Suvarnabhumi)         |
| Hải Phòng             | Việt Nam   | HPH     | VVCI    | Sân bay quốc tế Cát Bi                   | Bangkok (Suvarnabhumi)         |
| Hàng Châu             | Trung Quốc | HGH     | ZSHC    | Sân bay quốc tế Tiêu Sơn Hàng Châu       | Bangkok (Suvarnabhumi)         |
| Hohhot                | Trung Quốc | HET     | ZBHH    | Sân bay quốc tế Bạch Tháp Hô Hòa Hạo Đặc | Bangkok (Suvarnabhumi)         |
| Ma Cao                | Ma Cao     | MFM     | VMMC    | Sân bay quốc tế Ma Cao                   | Bangkok (Suvarnabhumi)         |
| Nam Xương             | Trung Quốc | KHN     | ZSCN    | Sân bay quốc tế Xương Bắc Nam Xương      | Bangkok (Suvarnabhumi)         |
| Ninh Ba               | Trung Quốc | NGB     | ZSNB    | Sân bay quốc tế Lịch Xã Ninh Ba          | Bangkok (Suvarnabhumi)         |
| Osaka                 | Nhật Bản   | KIX     | RJBB    | Sân bay quốc tế Kansai                   | Đài Bắc, Chiang Mai            |
| Phnôm Pênh            | Campuchia  | PNH     | VDPP    | Sân bay quốc tế Phnôm Pênh               | Bangkok (Suvarnabhumi)         |
| Phú Quốc              | Việt Nam   | PQC     | VVPQ    | Sân bay quốc tế Phú Quốc                 | Bangkok (Suvarnabhumi)         |
| Singapore             | Singapore  | SIN     | WSSS    | Sân bay Changi Singapore                 | Bangkok (Suvarnabhumi)         |
| Thẩm Dương            | Trung Quốc | SHE     | ZYTX    | Sân bay quốc tế Đào Tiên Thẩm Dương      | Bangkok (Suvarnabhumi)         |
| Thành Đô              | Trung Quốc | CTU     | ZUUU    | Sân bay quốc tế Song Lưu Thành Đô        | Bangkok (Suvarnabhumi)         |
| Thành phố Hồ Chí Minh | Việt Nam   | SGN     | VVTS    | Sân bay quốc tế Tân Sơn Nhất             | Bangkok (Suvarnabhumi)         |
| Thường Châu           | Trung Quốc | CZX     | ZSCG    | Sân bay Bôn Ngưu Thường Châu             | Bangkok (Suvarnabhumi)         |
| Thượng Hải            | Trung Quốc | PVG     | ZSPD    | Sân bay quốc tế Phố Đông Thượng Hải      | Bangkok (Suvarnabhumi)         |
| Tế Nam                | Trung Quốc | TNA     | ZSJN    | Sân bay quốc tế Diêu Tường Tế Nam        | Phuket                         |
| Trường Sa             | Trung Quốc | HHA     | ZGHA    | Sân bay quốc tế Hoàng Hoa Trường Sa      | Bangkok (Suvarnabhumi), Phuket |
| Ulaanbaatar           | Mông Cổ    | UBN     | ZMCK    | Sân bay quốc tế Chinggis Khaan           | Bangkok (Suvarnabhumi)         |
| Vô Tích               | Trung Quốc | WUX     | ZSWX    | Sân bay quốc tế Thạc Phóng Vô Tích       | Bangkok (Suvarnabhumi)         |

## Đội bay
Độ tuổi trung bình của đội bay tính đến tháng 2 năm 2025 là 11.4 năm.
Tính đến tháng 2 năm 2025: